# Dierama dissimile
Dierama dissimile är en irisväxtart som beskrevs av Olive Mary Hilliard. Dierama dissimile ingår i släktet Dierama och familjen irisväxter. Inga underarter finns listade i Catalogue of Life.